# Tennyson (Indiana)
Tennyson – miasto w Stanach Zjednoczonych, w stanie Indiana, w hrabstwie Warrick.